# Fujinami (cacciatorpediniere)
Il Fujinami (藤波? lett. "Onde di fiori di Wisteria") è stato un cacciatorpediniere della Marina imperiale giapponese, tredicesima unità della classe Yugumo. Fu varato nell'aprile 1943 dai cantieri navali Fujinagata.
Appartenente alla 32ª Divisione, fino al giugno 1944 fu assegnato a compiti di protezione dei convogli di petroliere, mercantili e trasporti truppe tra il Giappone, il Sud-est asiatico e la base di Truk: pertanto le sue azioni militari riguardarono il contrasto dei sommergibili statunitensi od operazioni di salvataggio. Fu presente alla battaglia del Mare delle Filippine (19-20 giugno) senza particolare ruolo e, per il resto dell'estate e dell'autunno, tornò a far parte delle scorte navali a convogli o grandi unità da guerra. Nel corso della battaglia del Golfo di Leyte (23-25 ottobre) seguì il tragitto della 2ª Flotta ma, di nuovo, rimase ai margini dell'azione pur subendo danni leggeri in attacchi aerei. Dopo aver tratto in salvo l'equipaggio dell'incrociatore pesante Chokai ebbe ordine, il 26 ottobre, di raggiungere il cacciatorpediniere Hayashimo in difficoltà: la mattina del giorno successivo fu però scovato da alcuni aeroplani statunitensi e saltò in aria nel corso dell'attacco. Non si ebbero sopravvissuti tra l'equipaggio né tra i membri del Chokai, ancora a bordo.

## Servizio operativo

### Costruzione
Il cacciatorpediniere Fujinami fu ordinato nell'anno fiscale edito dal governo giapponese nel 1939. La sua chiglia fu impostata nel cantiere navale della ditta Fujinagata, a Osaka, il 25 agosto 1942 e il varo avvenne il 20 aprile 1943; fu completato il 31 luglio dello stesso anno e il comando fu affidato al capitano di fregata Tatsuji Matsuzaki.

### 1943
Fu immediatamente assegnato all'11ª Squadriglia cacciatorpediniere, dipendente dalla 1ª Flotta e demandata all'addestramento delle nuove unità in tempo di guerra. Il 20 agosto formò con i gemelli Hayanami e Suzunami la 32ª Divisione, attivata appositamente dall'11ª Squadriglia, e il giorno successivo seguì i gregari da Tokuyama a Yokosuka: la lasciarono il 26 al seguito della nave da battaglia Yamashiro, con la quale si fermarono il 28 a Hashirajima. Il 13 il solo Fujinami fu inviato in aiuto di un trasporto immobilizzato poco al largo delle coste giapponesi dall'attacco di un sommergibile, lo prese al rimorchio e lo trainò al sicuro a Kure. Il 30 settembre la divisione fu trasferita alla 2ª Squadriglia della 2ª Flotta e, pertanto, iniziarono i preparativi per raggiungerla a Truk: il Fujinami caricò personale militare a Hiroshima il 12 ottobre e si recò a Saeki con i gregari e dove li raggiunse anche l'incrociatore leggero Tatsuta. Insieme scortarono senza incidenti, tra il 15 e il 20, le corazzate Yamashiro e Ise alla base di Truk. Il Tatsuta caricò un certo numero di truppe e la 32ª Divisione al completo gli rimase al fianco nell'andata e ritorno dall'atollo di Ponape, dove i rinforzi furono fatti scendere. Il 3 novembre il Fujinami e le unità sorelle salparono con il grosso degli incrociatori pesanti della 2ª Flotta, inviati alla piazzaforte di Rabaul per sostenere l'8ª Flotta nell'appena iniziata campagna di Bougainville. La squadra arrivò il 5 a destinazione solo per essere colpita da un'inaspettata incursione aerea, durante la quale fu perduto il Suzunami e il Fujinami fu centrato da un siluro che, però, non esplose: in ogni caso il capitano lamentò un morto, otto feriti e perdite a uno dei serbatoi; l'equipaggio rivendicò l'abbattimento di tre velivoli. Il giorno successivo, con l'Hayanami, fece parte delle forze di copertura a un controsbarco molto localizzato a Bougainville, quindi furono affiancati ai danneggiati incrociatori Maya e Noshiro per accompagnarli a Truk. Durante il viaggio, che si concluse il 15, assisterono brevemente con altre navi anche l'incrociatore leggero Agano avariato da un siluro. Il 24 novembre, in risposta al massiccio attacco statunitense alle isole Gilbert, la menomata 32ª Divisione partì urgentemente da Truk con parte della 2ª Flotta; tuttavia la sortita avvenne troppo tardi e, dopo alcune tappe alle isole Marshall, il 5 dicembre la squadra già rientrava alla base. A questo punto i due cacciatorpediniere furono separati e il Fujinami fu dirottato a Saipan, ove giunse il 7. Già il giorno successivo fu inviato al largo per soccorrere una petroliera caduta vittima di un sommergibile; arrivato sul posto il 9, poté solo constatare l'affondamento della nave e pattugliò per alcune ore la zona, senza successo. Tornò a Saipan e, verso la fine del mese, prese in carico un mercantile che scortò fino a Truk il 24; tre giorni dopo fu mandato incontro agli incrociatori pesanti Myoko e Haguro, recanti sostanziosi rinforzi all'atollo, per vigilare sull'ultima tratta del loro viaggio, che si concluse il 29.

### 1944
Il 2 gennaio 1944, con lo Shiratsuyu, il Fujinami accompagnò i due incrociatori più il Tone a Kavieng, dove le navi fecero scendere truppe, quindi il convoglio rientrò a Truk il 5. Il 10 fu assegnato con l'Asagumo alla difesa della nave da battaglia Yamato che, danneggiata, era diretta a Kure per le riparazioni. Arrivati il 15, il Fujinami fu tratto in bacino di carenaggio e la carena fu ripulita; il 27 salpò dalla città e si fermò a Kitakyūshū dove fu integrato nello schermo difensivo di un convoglio che, il 31, si fermò a Okinawa. Il Fujinami fu dirottato a Yokosuka e poi a Yokohama per rafforzare la scorta a cinque navi da carico dirette a Truk: il convoglio partì il 4 e il viaggio fu tranquillo fino all'ultimo momento. A nord-ovest di Truk un sommergibile statunitense mandò a fondo uno dei mercantili nelle prime ore del 17 febbraio, poi nel pomeriggio l'attacco di apparecchi imbarcati fece saltare in aria altri due trasporti. A fine giornata il Fujinami, carico di ben 1800 naufraghi, guidò il menomato convoglio nella rada e fece scendere gli uomini il mattino successivo. Il 19 partì in un gruppo navale costituito attorno alla nave officina Akashi che arrivò il 24 alle isole Palau. Per quasi tutto il mese di marzo fece la spola tra l'arcipelago e l'isola di Saipan e il 29, alla notizia dell'approssimarsi di una flotta di portaerei statunitensi alle Palau, costituì con altri otto cacciatorpediniere la copertura per la nave da battaglia Musashi e la 4ª Divisione incrociatori. La squadra diresse per le isole Lingga ma, poco dopo, il sommergibile USS Tunny riuscì a colpire la Musashi verso prua; il Fujinami, il Michishio e lo Shiratsuyu rimasero a fianco della grande unità nel rientro in Giappone. Il Fujinami ripartì da Hashirajima a metà aprile e si unì a un convoglio al largo, il quale fece tappa a Shanghai: qui si formò un importante assembramento di quindici mercantili con una forte scorta, nella quale il Fujinami mantenne il proprio posto. Vigilò sul pericoloso viaggio fino a Manila (costato un mercantile) e proseguito alla volta di Halmahera con parte delle navi da carico. Questa seconda tratta si rivelò micidiale, poiché il 6 maggio gli attivi sommergibili statunitensi distrussero in rapida successione ben quattro trasporti: il Fujinami e le altre unità ausiliarie lanciarono oltre cento cariche di profondità, pare senza successo, e recuperarono pochi naufraghi. Il convoglio arrivò a destinazione il 9 maggio e, due giorni dopo, il Fujinami e lo Shiratsuyu salparono alla volta di Balikpapan, dove fecero rifornimento il 13 e si fecero carico della difesa di un gruppo di petroliere. Il 15 tutte queste unità partirono e gettarono le ancore a Tawi Tawi, nuovo ancoraggio avanzato per le operazioni della Marina imperiale e anche per esercitazioni: il 22 maggio, infatti, i due cacciatorpediniere vigilarono sulla 3ª Divisione portaerei in addestramento, pur venendo colti di sorpresa da un sommergibile che, per poco, non distrusse la Chitose e che riuscì a fuggire indenne. All'inizio di giugno il Fujinami fu assegnato a compiti di pattugliamento nelle acque di Tawi Tawi, interrotti il 7 per cercare con l'Hamanami i pochi superstiti del gregario Hayanami, vittima di un battello americano. Verso la metà del mese rifluì con il resto della 2ª Squadriglia verso le Filippine e quindi a ovest delle isole Marianne, investite da una massiccia offensiva statunitense; partecipò così nella battaglia del Mare delle Filippine (19-20 giugno) inquadrato nella "Forza C" d'avanguardia del viceammiraglio Takeo Kurita. A questo punto delle ostilità il Fujinami doveva aver potenziato la propria dotazione contraerea, sebbene le fonti non forniscano i periodi precisi nei quali avvennero questi interventi. Due installazioni triple di Type 96 da 25 mm furono piazzate su due piattaforme, erette ai lati del fumaiolo anteriore e sia i paramine, sia metà della ricarica per i tubi lanciasiluri furono rimossi. Fu altresì dotato di due tipi di radar: l'albero tripode prodiero fu rinforzato per ospitare una piccola piattaforma sorreggente un Type 22, adatto all'individuazione di bersagli navali e, alla base dell'albero, fu costruita una camera per gli operatori. L'albero tripode di maestra ospitò invece un Type 13 (specifico per i bersagli aerei).
Rimasto indenne, il Fujinami ripiegò con una parte della flotta fino a Okinawa e il 22, giorno stesso dell'arrivo, fu distaccato con il Tamanami per proteggere la petroliera Kokuyo Maru, diretta a Singapore, raggiunta il 29 giugno. Qui si aggregò l'incrociatore leggero Kitakami, danneggiato, e il piccolo convoglio partì il 2 luglio per fare tappa a Manila e, quindi, dirigere su Kure. Poco dopo la mezzanotte del 7 luglio il gruppo fu tuttavia attaccato dal sommergibile USS Mingo e ne seguì un convulso scambio tra questi e i cacciatorpediniere; il Tamanami fu centrato da uno o più siluri e saltò in aria, senza lasciare alcun superstite. Il Fujinami scortò le altre due navi a Manila e quindi tornò indietro a gran velocità per cercare, invano, qualche naufrago; riguadagnò pertanto Manila il 10, prese in un carico un'altra petroliera e con essa arrivò il 17 a Kure. Forse in questa occasione fu rapidamente dotato di un certo numero di cannoni contraerei Type 96 su affusto singolo, in ogni caso inferiore a dodici. A inizio agosto il Fujinami fu trasferito nei porti occidentali del Kyūshū e assegnato alla scorta del grosso convoglio HI-71, la quale comprendeva anche la piccola portaerei Taiyo. La tratta Mako-Manila fu un calvario e il Fujinami non riuscì a tenere a bada i diversi sommergibili lanciati all'attacco, tanto che il convoglio menomato dovette in parte ricostituirsi a Manila prima di fare rotta su Singapore. Il 28 agosto, in ogni caso, il Fujinami lasciò i mercantili per fermarsi a Miri e, per oltre un mese, le sue attività non sono note. A metà ottobre raggiunse la 2ª Flotta alle isole Lingga e poi la seguì nello spostamento in massa a Brunei, in preparazione al complesso attacco aeronavale orchestrato dalla Marina imperiale nelle acque delle Filippine: il 20, infatti, iniziarono gli sbarchi statunitensi sull'isola di Leyte.

### L'affondamento
Nel corso della complessa battaglia del Golfo di Leyte il Fujinami non ebbe che un ruolo minore. Nel pomeriggio del 24 ottobre assisté la Musashi ferita a morte nel corso di violenti attacchi aerei, durante i quali una bomba esplose a destra vicino alla prua, provocando danni leggeri e piccole perdite ai serbatoi che costrinsero a diminuire la velocità massima. Il giorno seguente, nel pieno del furioso combattimento al largo di Samar, il viceammiraglio Kurita ingiunse al Fujinami di portarsi al fianco dell'incrociatore pesante Chokai, duramente colpito e che, a notte fatta, dovette essere evacuato. Dopo averlo affondato con un siluro, il Fujinami carico di uomini mise la prua verso nord-ovest per attraversare lo Stretto di San Bernardino e riunirsi alla flotta a Coron; il capitano Matsuzaki mantenne una velocità moderata a causa dei danni, pur riuscendo a sfuggire agli attacchi dei velivoli inseguitori, avvenuti durante il 26 ottobre nel Mar di Sibuyan. Poco dopo le 01:00 del 27 ottobre Matsuzaki ebbe ordine di unirsi all'Okinami e all'incrociatore pesante Kumano diretti a Manila, e modificò la rotta di conseguenza. Alle 02:35, tuttavia, il contrammiraglio Mikio Hayakawa (comandante della 2ª Squadriglia) segnalò dalla sua ammiraglia provvisoria Hamanami di andare invece a Coron, fare il pieno di carburante e quindi precipitarsi in aiuto dell'Hayashimo che, per una combinazione di danni e perdite ai serbatoi, aveva dovuto ancorarsi dinanzi alla costa occidentale dell'isoletta di Semirara, a est di Coron: il Fujinami doveva cedergli parte del proprio olio combustibile e scortarlo a Coron. In realtà, per ragioni non chiarite, il capitano Matsuzaki decise di procedere direttamente per Semirara e all'alba l'isola fu avvistata in lontananza. Sempre a velocità controllata il Fujinami si avvicinò a Semirara e l'immobile Hayashimo fu veduto attorno alle 09:15, ma subito dopo apparvero otto velivoli lanciati dalla portaerei USS Franklin. Con i ponti ingombri degli uomini del Chokai, i danni a prua e la modesta velocità, Matsuzaki non riuscì a evadere tutte le bombe sganciate all'indirizzo del Fujinami; una scoppiò tra i fumaioli e innescò i siluri negli impianti lanciatori, generando una formidabile esplosione che troncò in due la nave e fece strage dei marinai. Nel luogo dell'affondamento (12°00′N 122°30′E, ma sono coordinate sospette poiché rimandano a un punto a nord di Iloilo) rimase un certo numero di superstiti e l'atterrito equipaggio dell'Hayashimo tentò di inviare le proprie lance di salvataggio: il frequente ritorno degli apparecchi imbarcati statunitensi rese vani questi sforzi, causò altri morti tra gli uomini in mare e costò la distruzione, nel primo pomeriggio, anche del cacciatorpediniere Shiranui incaricato della stessa missione del Fujinami. In ultimo nessuno degli equipaggi del Chokai, del Fujinami e dello Shiranui riuscì a salvarsi.
Il 10 gennaio 1945 il Fujinami fu depennato dai ruoli della Marina imperiale.